# Lycenchelys bachmanni
Lycenchelys bachmanni és una espècie de peix de la família dels zoàrcids i de l'ordre dels perciformes.

## Morfologia
- Els mascles poden assolir 31,5 cm de longitud total.
- Nombre de vèrtebres: 121.
- Aletes pèlviques petites.[4][5]

## Hàbitat
És un peix marí i d'aigües profundes.

## Distribució geogràfica
Es troba a l'Argentina.

## Observacions
És inofensiu per als humans.